# Giancarlo Stanton
Giancarlo Cruz Michael Stanton, född den 8 november 1989 i Los Angeles i Kalifornien, är en amerikansk professionell basebollspelare som spelar för New York Yankees i Major League Baseball (MLB). Stanton är outfielder och designated hitter.
Stanton draftades av Florida Marlins 2007 som 76:e spelare totalt och representerade den klubben i MLB 2010–2017. Sedan 2018 spelar han för Yankees.
Stanton har fem gånger tagits ut till MLB:s all star-match och har vunnit National Leagues MVP Award en gång. Vidare har han vunnit två Silver Slugger Awards och två Hank Aaron Awards. Statistiskt har han två säsonger slagit flest homeruns i National League och en säsong haft flest RBI:s (inslagna poäng) i ligan.
Den 17 november 2014 skrev Stanton på en kontraktsförlängning med Marlins som sträckte sig till och med 2027 och var värd 325 miljoner dollar, det mest lukrativa kontraktet som en MLB-spelare hade signerat dittills. I kontraktet fanns det även möjlighet för Stanton att riva kontraktet efter 2020 års säsong och ett optionsår för 2028 till ett värde av ytterligare 25 miljoner dollar eller att den klubb som Stanton spelar för då kan köpa sig ur kontraktet för tio miljoner dollar.
Den 9 december 2017 skickade Marlins iväg Stanton till New York Yankees i utbyte mot Starlin Castro och två andra spelare. I affären mellan Marlins och Yankees ingick det även att Marlins tog på sig att betala 30 miljoner dollar av Stantons kvarvarande lön om han inte rev kontraktet efter 2020.
Stanton representerade USA vid World Baseball Classic 2013 och 2017.